# John Leipold
John M. Leipold (Contea di Ulster, 26 febbraio 1888 – Dallas, 8 marzo 1970) è stato un compositore statunitense di colonne sonore cinematografiche.

## Filmografia
- Se io fossi re (The Vagabond King), regia di Ludwig Berger (1930)
- Gun Smoke, regia di Edward Sloman (1931)
- Orda conquistatrice (The Conquering Horde), regia di Edward Sloman (1931)
- Ladies' Man, regia di Lothar Mendes (1931)
- Two Kinds of Women, regia di William C. de Mille (1932)
- Amami stanotte (Love Me Tonight), regia di Rouben Mamoulian (1932)
- Il diavolo nell'abisso (Devil and the Deep), regia di Marion Gering (1932)
- The Girl in 419, regia di Alexander Hall e George Somnes (1933)
- International House, regia di Edward Sutherland (A. Edward Sutherland) (1933)
- Partita a quattro (Design for Living), regia di Ernest Lubitsch (1933)
- Desiderio (Desire), regia di Frank Borzage (1936)
- Il dissipatore (Spendthrift), regia di Raoul Walsh (1936)
- L'ottava moglie di Barbablù (Bluebeard's Eighth Wife), regia di Ernst Lubitsch (1938)
- What a Life, regia di Theodore Reed (1939)
- Ombre rosse (Stagecoach), regia di John Ford (1939)
- Napoletani a Bagdad (Siren of Bagdad), regia di Richard Quine (1953)

## Riconoscimenti
- 1940 - Premio Oscar
  - Oscar alla migliore colonna sonora per Ombre rosse (1940)